# Wyścig Stanów Zjednoczonych WTCC 2012
Wyścig Stanów Zjednoczonych WTCC 2012 – ósma runda World Touring Car Championship w sezonie 2012 i pierwszy w historii Wyścig Stanów Zjednoczonych. Rozegrał się on w dniach 21-23 września 2012 na torze Sonoma Raceway w Sonomie w Stanach Zjednoczonych. W pierwszym wyścigu zwyciężył Yvan Muller z Chevroleta, a w drugim Robert Huff z Chevroleta.

## Lista startowa
| Nr | Kierowca          | Zespół                   | Samochód             | Klasa |
| -- | ----------------- | ------------------------ | -------------------- | ----- |
| 1  | Yvan Muller       | Chevrolet                | Chevrolet Cruze 1.6T | M     |
| 2  | Robert Huff       | Chevrolet                | Chevrolet Cruze 1.6T | M     |
| 3  | Gabriele Tarquini | Lukoil Racing Team       | SEAT León WTCC       | M     |
| 4  | Aleksiej Dudukało | Lukoil Racing Team       | SEAT León WTCC       | MY    |
| 5  | Norbert Michelisz | Zengő Motorsport         | BMW 320 TC           | MY    |
| 6  | Franz Engstler    | Liqui Moly Team Engstler | BMW 320 TC           | MY    |
| 7  | Charles Ng        | Liqui Moly Team Engstler | BMW 320 TC           | MY    |
| 8  | Alain Menu        | Chevrolet                | Chevrolet Cruze 1.6T | M     |
| 11 | Alex MacDowall    | Bamboo Engineering       | Chevrolet Cruze 1.6T | MY    |
| 14 | James Nash        | Team Aon                 | Ford Focus S2000 TC  |       |
| 15 | Tom Coronel       | ROAL Motorsport          | BMW 320 TC           | M     |
| 16 | Alberto Cerqui    | ROAL Motorsport          | BMW 320 TC           | MY    |
| 18 | Tiago Monteiro    | Tuenti Racing Team       | SUNRED León 1.6T     | M     |
| 20 | Darryl O’Young    | Special Tuning Racing    | SEAT León WTCC       | MY    |
| 22 | Tom Boardman      | Special Tuning Racing    | SEAT León WTCC       | MY    |
| 23 | Tom Chilton       | Team Aon                 | Ford Focus S2000 TC  |       |
| 25 | Mehdi Bennani     | Proteam Racing           | BMW 320 TC           | MY    |
| 26 | Stefano D'Aste    | Wiechers-Sport           | BMW 320 TC           | MY    |
| 29 | Robb Holland      | Bamboo Engineering       | Chevrolet Cruze 1.6T | MY    |
| 48 | Felice Tedeschi   | Proteam Racing           | BMW 320 TC           | MY    |
| 74 | Pepe Oriola       | Tuenti Racing Team       | SEAT León WTCC       | MY    |
| 88 | Fernando Monje    | Tuenti Racing Team       | SEAT León WTCC       | MY    |
| Nr | Kierowca          | Zespół                   | Samochód             | Klasa |

| Symbol | Klasa                                   |
| ------ | --------------------------------------- |
| M      | Producent (Manufacturers' Championship) |
| Y      | Niezależny (Yokohama Trophy)            |

## Wyniki

### Sesje treningowe
| Sesja | Nr | Kierowca          | Zespół             | Samochód        | Czas     | Okr. |
| ----- | -- | ----------------- | ------------------ | --------------- | -------- | ---- |
| 1     | 1  | Yvan Muller       | Chevrolet          | Chevrolet Cruze | 1:46,398 | 9    |
| 2     | 3  | Gabriele Tarquini | Lukoil Racing Team | SEAT León WTCC  | 1:46,457 | 12   |

### Kwalifikacje
| Poz.    | Nr      |         | Kierowca          | Zespół                   | Samochód             | Q1       | Q2       | Poz. s. R1 | Poz. s. R2 | Pkt     |
| II etap | II etap | II etap | II etap           | II etap                  | II etap              | II etap  | II etap  | II etap    | II etap    | II etap |
| ------- | ------- | ------- | ----------------- | ------------------------ | -------------------- | -------- | -------- | ---------- | ---------- | ------- |
| 1       | 8       |         | Alain Menu        | Chevrolet                | Chevrolet Cruze 1.6T | 1:46,182 | 1:45,232 | 1          | 10         | 5       |
| 2       | 3       |         | Gabriele Tarquini | Lukoil Racing Team       | SEAT León WTCC       | 1:45,947 | 1:45,468 | 2          | 9          | 4       |
| 3       | 1       |         | Yvan Muller       | Chevrolet                | Chevrolet Cruze 1.6T | 1:45,556 | 1:45,539 | 3          | 8          | 3       |
| 4       | 2       |         | Robert Huff       | Chevrolet                | Chevrolet Cruze 1.6T | 1:45,710 | 1:45,572 | 4          | 7          | 2       |
| 5       | 5       | Y       | Norbert Michelisz | Zengő Motorsport         | BMW 320 TC           | 1:46,828 | 1:46,558 | 5          | 6          | 1       |
| 6       | 11      | Y       | Alex MacDowall    | Bamboo Engineering       | Chevrolet Cruze 1.6T | 1:46,939 | 1:46,578 | 6          | 5          |         |
| 7       | 18      |         | Tiago Monteiro    | Tuenti Racing Team       | SUNRED León 1.6T     | 1:46,643 | 1:46,594 | 7          | 4          |         |
| 8       | 6       | Y       | Franz Engstler    | Liqui Moly Team Engstler | BMW 320 TC           | 1:46,842 | 1:46,761 | 8          | 3          |         |
| 9       | 25      | Y       | Mehdi Bennani     | Proteam Racing           | BMW 320 TC           | 1:46,889 | 1:47,004 | 9          | 2          |         |
| 10      | 26      | Y       | Stefano D'Aste    | Wiechers-Sport           | BMW 320 TC           | 1:46,717 | 1:47,263 | 10         | 1          |         |
| 11      | 16      | Y       | Alberto Cerqui    | ROAL Motorsport          | BMW 320 TC           | 1:46,976 | 1:47,851 | 11         | 11         |         |
| 12      | 4       | Y       | Aleksiej Dudukało | Lukoil Racing Team       | SEAT León WTCC       | 1:46,976 |          | 12         | 12         |         |
| I etap  |         |         |                   |                          |                      |          |          |            |            |         |
| 13      | 14      |         | James Nash        | Team Aon                 | Ford Focus S2000 TC  | 1:47,000 | –        | 13         | 20         |         |
| 14      | 7       | Y       | Charles Ng        | Liqui Moly Team Engstler | BMW 320 TC           | 1:47,050 | –        | 14         | 13         |         |
| 15      | 88      | Y       | Fernando Monje    | Tuenti Racing Team       | SEAT León WTCC       | 1:47,149 | –        | 15         | 14         |         |
| 16      | 20      | Y       | Darryl O’Young    | Special Tuning Racing    | SEAT León WTCC       | 1:47,167 | –        | 16         | 15         |         |
| 17      | 23      |         | Tom Chilton       | Team Aon                 | Ford Focus S2000 TC  | 1:47,380 | –        | 17         | 16         |         |
| 18      | 74      | Y       | Pepe Oriola       | Tuenti Racing Team       | SEAT León WTCC       | 1:47,434 | –        | 18         | 21         |         |
| 19      | 22      | Y       | Tom Boardman      | Special Tuning Racing    | SEAT León WTCC       | 1:47,436 | –        | 19         | 17         |         |
| 20      | 15      |         | Tom Coronel       | ROAL Motorsport          | BMW 320 TC           | 1:47,546 | –        | 20         | 18         |         |
| 21      | 29      | Y       | Robb Holland      | Bamboo Engineering       | Chevrolet Cruze 1.6T | 1:48,179 | –        | 21         | 19         |         |

#### Warunki atmosferyczne[1]
| Temperatura toru      | °C    |
| Temperatura powietrza | 28 °C |
| Słońce                | Tak   |
| Opady deszczu         | Nie   |
| Sucho                 |       |

### Wyścig 1
| Poz.              | +/- | Nr |   | Kierowca          | Zespół                   | Samochód             | Okr. | Czas/Strata | Pkt. | Komentarz |  |
| ----------------- | --- | -- | - | ----------------- | ------------------------ | -------------------- | ---- | ----------- | ---- | --------- |  |
| 1                 | 2   | 1  |   | Yvan Muller       | Chevrolet                | Chevrolet Cruze 1.6T | 13   | 23:34,369   | 25   |           |  |
| 2                 | 2   | 2  |   | Robert Huff       | Chevrolet                | Chevrolet Cruze 1.6T | 13   | +0,564      | 18   |           |  |
| 3                 | 2   | 5  | Y | Norbert Michelisz | Zengő Motorsport         | BMW 320 TC           | 13   | +5,444      | 15   |           |  |
| 4                 | 2   | 3  |   | Gabriele Tarquini | Lukoil Racing Team       | SEAT León WTCC       | 13   | +8,847      | 12   |           |  |
| 5                 | 1   | 11 | Y | Alex MacDowall    | Bamboo Engineering       | Chevrolet Cruze 1.6T | 13   | +11,803     | 10   |           |  |
| 6                 | 1   | 18 |   | Tiago Monteiro    | Tuenti Racing Team       | SUNRED León 1.6T     | 13   | +12,422     | 8    |           |  |
| 7                 | 1   | 6  | Y | Franz Engstler    | Liqui Moly Team Engstler | BMW 320 TC           | 13   | +15,707     | 6    |           |  |
| 8                 | 12  | 15 |   | Tom Coronel       | ROAL Motorsport          | BMW 320 TC           | 13   | +16,341     | 4    |           |  |
| 9                 | 1   | 26 | Y | Stefano D'Aste    | Wiechers-Sport           | BMW 320 TC           | 13   | +17,304     | 2    |           |  |
| 10                | 9   | 22 | Y | Tom Boardman      | Special Tuning Racing    | SEAT León WTCC       | 13   | +25,823     | 1    |           |  |
| 11                | 2   | 25 | Y | Mehdi Bennani     | Proteam Racing           | BMW 320 TC           | 13   | +30,314     |      |           |  |
| 12                | 5   | 23 |   | Tom Chilton       | Team Aon                 | Ford Focus S2000 TC  | 13   | +34,388     |      |           |  |
| 13                | 8   | 29 | Y | Robb Holland      | Bamboo Engineering       | Chevrolet Cruze 1.6T | 13   | +40,092     |      |           |  |
| 14                | 2   | 20 | Y | Darryl O’Young    | Special Tuning Racing    | SEAT León WTCC       | 13   | +46,184     |      |           |  |
| 15                | 1   | 7  | Y | Charles Ng        | Liqui Moly Team Engstler | BMW 320 TC           | 13   | +47,864     |      |           |  |
| 16                | 2   | 74 | Y | Pepe Oriola       | Tuenti Racing Team       | SEAT León WTCC       | 10   | +3 okr.     |      |           |  |
| 17                | 4   | 14 |   | James Nash        | Team Aon                 | Ford Focus S2000 TC  | 9    | +4 okr.     |      |           |  |
| 18                | 170 | 8  |   | Alain Menu        | Chevrolet                | Chevrolet Cruze 1.6T | 9    | +4 okr.     |      |           |  |
| Niesklasyfikowani |     |    |   |                   |                          |                      |      |             |      |           |  |
|                   |     | 88 | Y | Fernando Monje    | Tuenti Racing Team       | SEAT León WTCC       | 8    |             |      | Karambol  |  |
|                   |     | 16 | Y | Alberto Cerqui    | ROAL Motorsport          | BMW 320 TC           | 1    |             |      | Karambol  |  |
|                   |     | 4  | Y | Aleksiej Dudukało | Lukoil Racing Team       | SEAT León WTCC       | 0    |             |      | Karambol  |  |

#### Najszybsze okrążenie
| Nr | Kierowca    | Zespół    | Samochód             | Czas     | Okr. |
| -- | ----------- | --------- | -------------------- | -------- | ---- |
| 1  | Yvan Muller | Chevrolet | Chevrolet Cruze 1.6T | 1:48,088 | 2    |

#### Warunki atmosferyczne[1]
| Temperatura toru      | °C    |
| Temperatura powietrza | 26 °C |
| Słońce                | Tak   |
| Opady deszczu         | Nie   |
| Sucho                 |       |

### Wyścig 2
| Poz.              | +/- | Nr |   | Kierowca          | Zespół                   | Samochód             | Okr. | Czas/Strata | Pkt. | Komentarz         |  |
| ----------------- | --- | -- | - | ----------------- | ------------------------ | -------------------- | ---- | ----------- | ---- | ----------------- |  |
| 1                 | 6   | 2  |   | Robert Huff       | Chevrolet                | Chevrolet Cruze 1.6T | 15   | 29:19,176   | 25   |                   |  |
| 2                 | 4   | 5  | Y | Norbert Michelisz | Zengő Motorsport         | BMW 320 TC           | 15   | +0,320      | 18   |                   |  |
| 3                 | 6   | 3  |   | Gabriele Tarquini | Lukoil Racing Team       | SEAT León WTCC       | 15   | +1,199      | 15   |                   |  |
| 4                 | 6   | 8  |   | Alain Menu        | Chevrolet                | Chevrolet Cruze 1.6T | 15   | +3,718      | 12   |                   |  |
| 5                 | 13  | 15 |   | Tom Coronel       | ROAL Motorsport          | BMW 320 TC           | 15   | +7,571      | 10   |                   |  |
| 6                 | 2   | 18 |   | Tiago Monteiro    | Tuenti Racing Team       | SUNRED León 1.6T     | 15   | +8,207      | 8    |                   |  |
| 7                 | 2   | 11 | Y | Alex MacDowall    | Bamboo Engineering       | Chevrolet Cruze 1.6T | 15   | +12,682     | 6    |                   |  |
| 8                 | 9   | 22 | Y | Tom Boardman      | Special Tuning Racing    | SEAT León WTCC       | 15   | +13,847     | 4    |                   |  |
| 9                 | 8   | 26 | Y | Stefano D'Aste    | Wiechers-Sport           | BMW 320 TC           | 15   | +14,220     | 2    |                   |  |
| 10                | 7   | 6  | Y | Franz Engstler    | Liqui Moly Team Engstler | BMW 320 TC           | 15   | +15,643     | 1    |                   |  |
| 11                | 10  | 74 | Y | Pepe Oriola       | Tuenti Racing Team       | SEAT León WTCC       | 15   | +18,811     |      |                   |  |
| 12                | 3   | 20 | Y | Darryl O’Young    | Special Tuning Racing    | SEAT León WTCC       | 15   | +21,656     |      |                   |  |
| 13                | 2   | 16 | Y | Alberto Cerqui    | ROAL Motorsport          | BMW 320 TC           | 15   | +21,997     |      |                   |  |
| 14                | 6   | 1  |   | Yvan Muller       | Chevrolet                | Chevrolet Cruze 1.6T | 15   | +23,467     |      |                   |  |
| 15                | 1   | 23 |   | Tom Chilton       | Team Aon                 | Ford Focus S2000 TC  | 15   | +24,319     |      |                   |  |
| 16                | 3   | 29 | Y | Robb Holland      | Bamboo Engineering       | Chevrolet Cruze 1.6T | 15   | +25,184     |      |                   |  |
| 17                | 3   | 14 |   | James Nash        | Team Aon                 | Ford Focus S2000 TC  | 15   | +30,630     |      |                   |  |
| 18                | 6   | 4  | Y | Aleksiej Dudukało | Lukoil Racing Team       | SEAT León WTCC       | 15   | +41,557     |      |                   |  |
| Niesklasyfikowani |     |    |   |                   |                          |                      |      |             |      |                   |  |
|                   |     | 25 | Y | Mehdi Bennani     | Proteam Racing           | BMW 320 TC           | 3    |             |      | Kolizja z barierą |  |
|                   |     | 88 | Y | Fernando Monje    | Tuenti Racing Team       | SEAT León WTCC       | 1    |             |      | Kolizja z barierą |  |
| Zdyskwalifikowani |     |    |   |                   |                          |                      |      |             |      |                   |  |
|                   |     | 7  | Y | Charles Ng        | Liqui Moly Team Engstler | BMW 320 TC           | 15   |             |      |                   |  |

#### Najszybsze okrążenie
| Nr | Kierowca    | Zespół    | Samochód             | Czas     | Okr. |
| -- | ----------- | --------- | -------------------- | -------- | ---- |
| 2  | Robert Huff | Chevrolet | Chevrolet Cruze 1.6T | 1:24,244 | 14   |

#### Warunki atmosferyczne[1]
| Temperatura toru      | 31 °C |
| Temperatura powietrza | 24 °C |
| Słońce                | Tak   |
| Opady deszczu         | Nie   |
| Sucho                 |       |